# Грос, Карой (художник)
Каро́й Грос (англ. Karoly Grosz; венг. Károly Grósz; ок. 1896 — после 1938) — венгерско-американский художник киноплакатов эпохи классического Голливуда. Будучи арт-директором Universal Pictures на протяжении большей части 1930-х годов, Грос курировал рекламные кампании фирмы и создал сотни собственных иллюстраций. Он особенно известен своими драматическими, красочными плакатами к классическим фильмам ужасов. Самыми известными работами Гроса были постеры к классическим фильмам Universal, таким как «Дракула» (1931), «Франкенштейн» (1931), «Мумия» (1932), «Человек-невидимка» (1933) и «Невеста Франкенштейна» (1935). Помимо жанра ужасов, среди других известных его работ — плакаты к эпическому военному фильму «На Западном фронте без перемен» (1930) и комедии «Мой слуга Годфри» (1936).
Оригинальные литографии его плакатов являются редкими и высоко ценятся коллекционерами. Два плаката с иллюстрациями Гроса — постеры к фильмам «Франкенштейн» и «Мумия», соответственно, являются самыми дорогими постерами фильмов в истории. Последний держался почти 20 лет, а на момент продажи в 1997 году он, возможно, был самым дорогим художественным произведением среди любого жанра искусства, включая другие формы коммерческого искусства, а также изобразительное искусство. Справочный веб-сайт LearnAboutMoviePosters (LAMP) отметил, что по состоянию на август 2016 года Грос чаще других художников фигурировал в обширном списке художников винтажных киноплакатов, проданных не менее чем за 20 000 долларов.
Несмотря на рост стоимости и известности его работ, о биографии Гроса известно очень мало. Он родился в Венгрии примерно в 1896 году, иммигрировал в США в 1901 году, жил в Нью-Йорке и работал в кинорекламе примерно с 1920 по 1938 год.
Из-за стандартной анонимности ранних американских художников киноплакатов, сейчас известна лишь малая часть работ Гроса.

## Биография

### Личная жизнь
О жизни Гроса известно немного, как и о многих других ранних художниках-плакатистах. Подробности его биографии остались неизвестными даже после того, как его иллюстрации стали одними из самых ценных в среде коллекционеров киноплакатов. В приложении к книге Reel Art 1988 года, содержащем биографические справки о художниках-плакатистах, место рождения Гроса было указано как Венгрия, но даты его рождения и смерти были указаны как неизвестные. Согласно данным переписи населения штата Нью-Йорк и федеральной переписи населения 1925 и 1930 годов, Грос родился в Венгрии примерно в 1896 году, иммигрировал в США в 1901 году, получил американское гражданство и говорил на идише. Он женился на Берте Грос около 1917 года, и к 1930 году у них было двое детей.
Иногда имя художника пишут как «Carl» или «Karl» Grosz. В августе 1937 года он юридически изменил свое имя на Карл Грос Карой (англ. Carl Grosz Karoly).

### Ранняя карьера
Грос начал работать в кинорекламе ещё в 1920 году, тогда отраслевая газета охарактеризовала его как сотрудника продюсерской компании Льюиса Селзника Selznick Pictures, работавшего над художественным оформлением титров на студиях компании в Форт-Ли, Нью-Джерси. В 1921 году он числился членом нью-йоркской профессиональной организации Ассоциация рекламодателей кинофильмов и сотрудником Ассоциации продюсеров. К 1923 году он руководил отделами художественной рекламы как компании Preferred Pictures, так и продюсерской компании Эла Лихтмана.
Как художник, Грос, как правило, работал маслом и акварелью, и находился под влиянием целого ряда движений — от экспрессионизма до ар-деко.